# Templar Film Studios
Die Templar Film Studios waren eine schottische Filmproduktionsfirma.
Sie wurde 1959 von Robert Riddell-Black, David Low und Bill Russell in Glasgow gegründet und bestand bis 1980. In den ersten Jahren produzierte und filmte die Firma Nachrichten für Sender wie NBC und BBC Scotland. Später kamen Programme zu religiösen und aktuellen Ereignissen hinzu. Ab 1955 wurde allwöchentlich zum Fußball gedreht. Es bestanden immer engere Verbindungen zur BBC, und ab 1960 übernahm die Firma dort mit Compass ein wöchentliches Programm.
In den 1950er und 1960er Jahren stiegen die Templar Film Studios zu einem der wichtigsten Produzenten des schottischen Films auf dem Gebiet des Industrie- und Dokumentarfilms auf. Die Studios produzierten den 1960 veröffentlichten und von Hilary Harris inszenierten Kurzdokumentarfilm Seawards the Great Ships, für den sie bei der Oscarverleihung 1962 den Oscar in der Kategorie Bester Kurzfilm gewann.
Mitte der 1970er Jahre verließ Robert Riddell-Black die Firma.

## Filmografie (Auswahl)
- 1959: New Day
- 1960: Seawards the Great Ships
- 1962: The Heart of Scotland
- 1963: Three Scottish Painters
- 1965: Health of a City
- 1966: Make Way for Steel
- 1969: Weave me a Rainbow